# Mesola

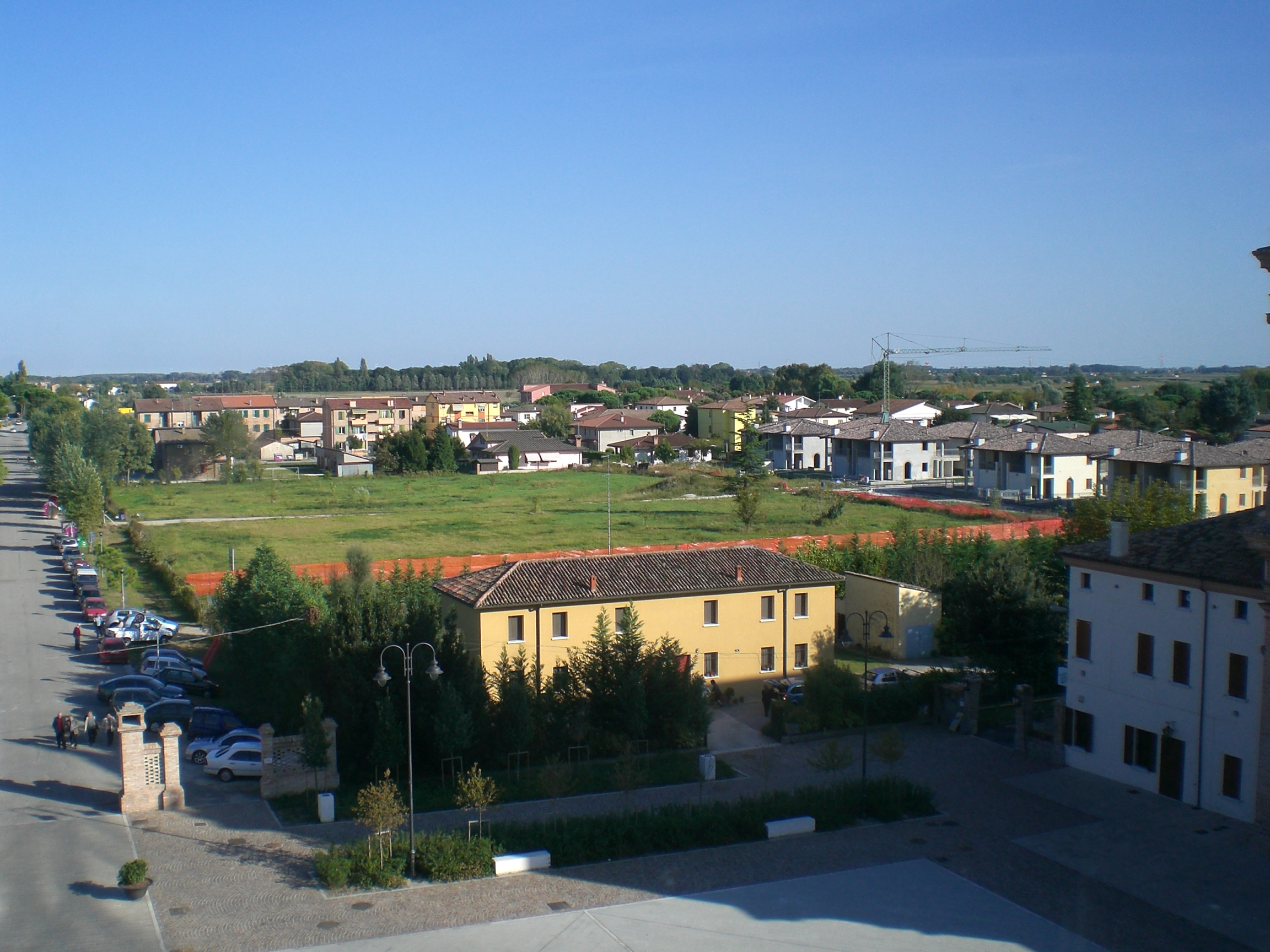
Panoramablick über einen Ortsteil von Mesola

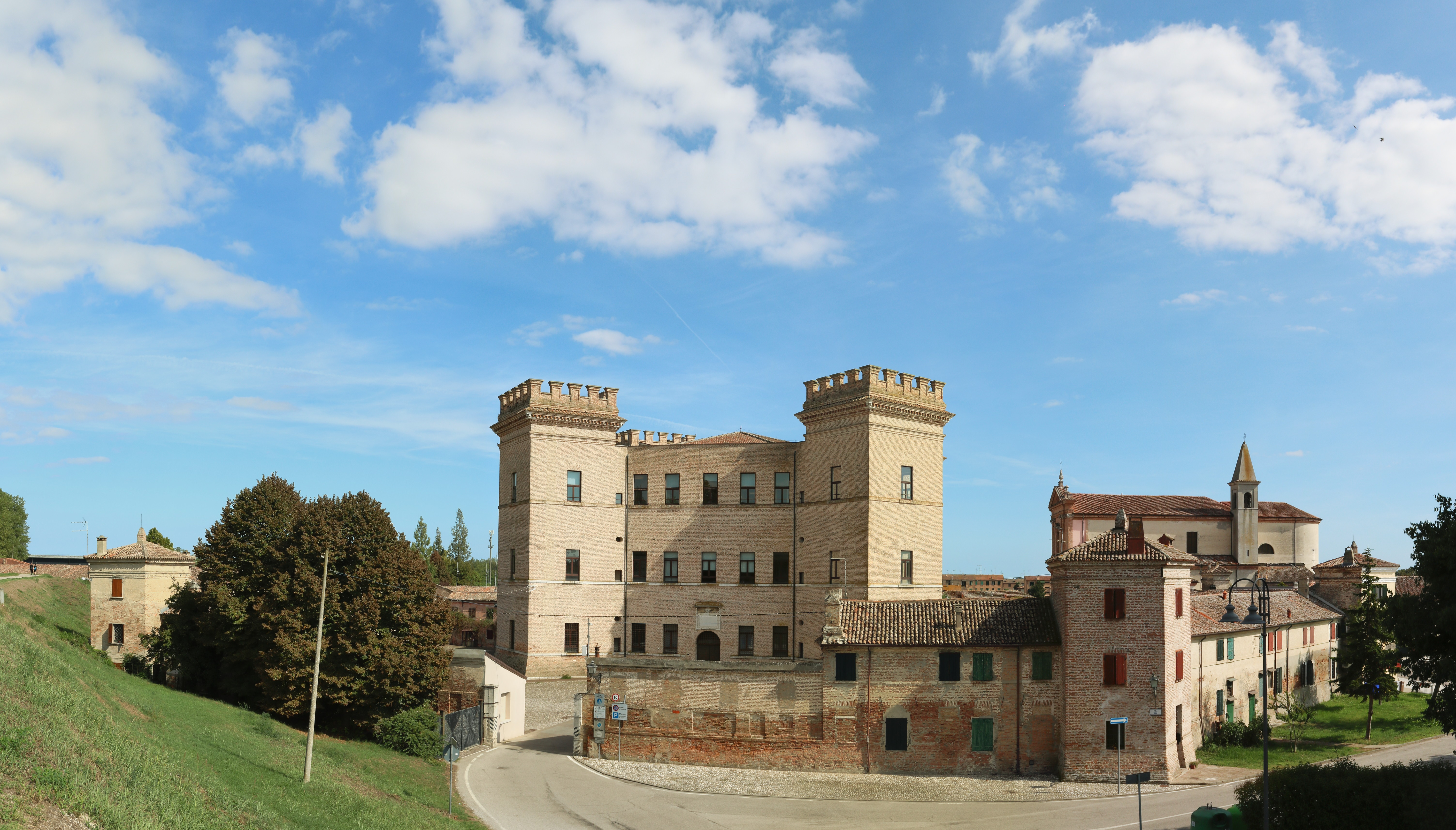
Schloss von Mesola

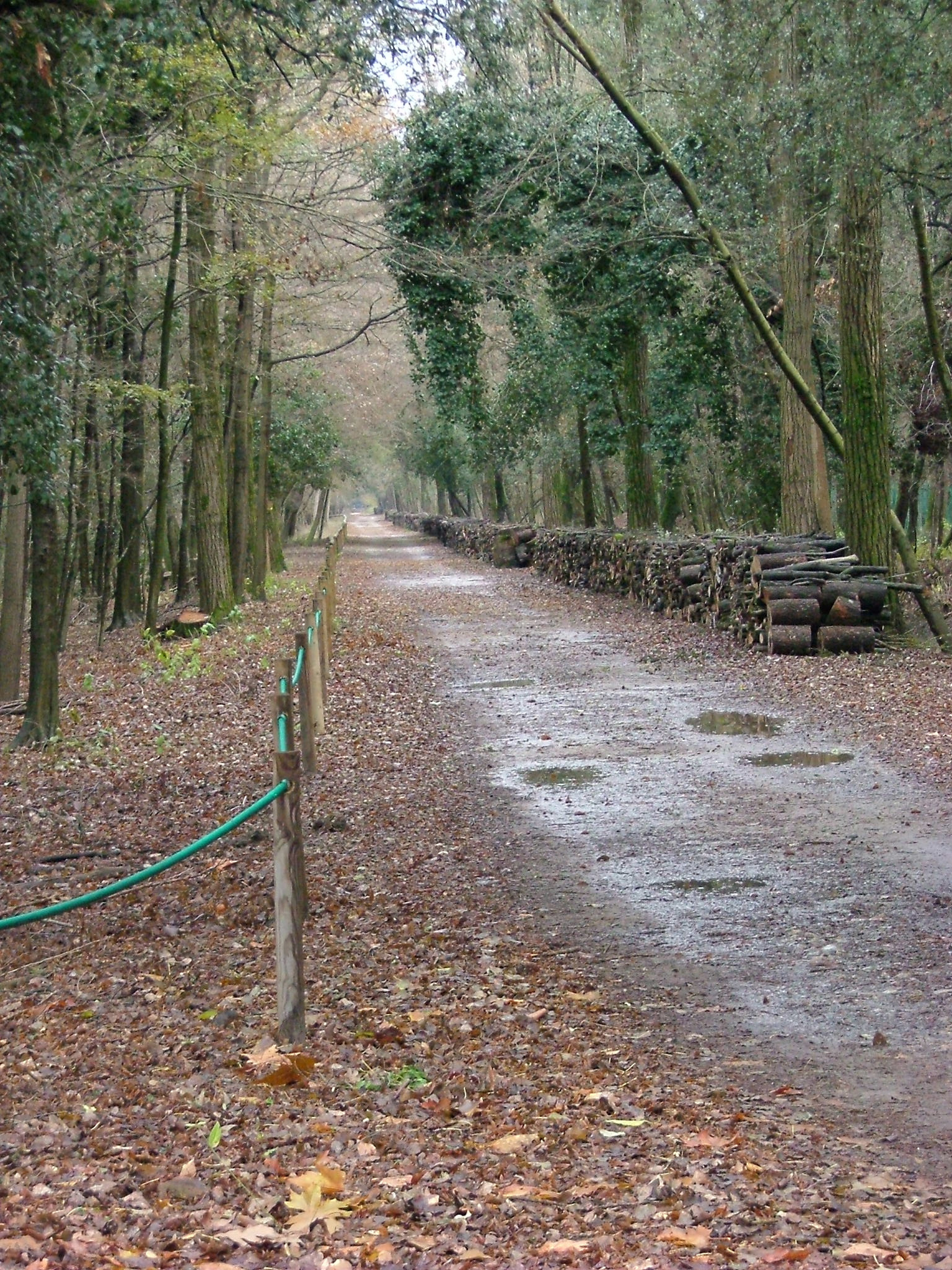
Waldweg im Großen Wald von Mesola

Mesola ist eine Stadtgemeinde in der italienischen Region Emilia-Romagna mit 6417 Einwohnern (Stand 31. Dezember 2023). Sie gehört zur Provinz Ferrara. Die Stadtgemeinde besteht aus dem Hauptort und den Ortsteilen Bosco Mesola, Ariano, Monticelli, Massenzatica und S. Giustina.

## Geographie
Mesola liegt im Po-Delta an einem Nebenarm des Po, unweit der Adria an der Grenze zur Region Veneto. Die Nachbargemeinden sind Ariano nel Polesine, Berra, Codigoro und Goro.

## Geschichte
Mesola befindet sich in einem Gebiet, in dem vor 5000 Jahren noch Meer war. Zeugnis davon legen die Dünen vom Massenzatica ab, die bei Mesola im Hinterland der Adriaküste einzeln aus den landwirtschaftlichen Anbauflächen herausragen und Überbleibsel eines Dünenstreifens aus dem 2. Jahrtausend v. Chr. sind.
Über die Herkunft des Ortsnamens Mesola kursieren unterschiedliche Ansichten. Am plausibelsten klingt die Hypothese, der zufolge die Ortsbezeichnung von dem lateinischen Begriff media insula (Mittelinsel) hergeleitet ist, denn bereits im 13. Jahrhundert war Mesola eine etwa vier Kilometer lange Insel zwischen zwei Mündungsarmen des Po, die einen Kilometer voneinander entfernt ins Meer mündeten. Einem anderen Vorschlag zufolge könnte der Ortsname mit dem kirchlichen Begriff piccola mensa (kleine Mensa) in Zusammenhang stehen und sich darauf beziehen, dass der Flecken Land einst zum Mensalgut des Erzbischofs von Ravenna gehört hatte. Es gibt aber noch weitere Hypothesen.
Anfang des 14. Jahrhunderts gab es auf der Insel provisorische Hütten aus Schilfrohr, casoni genannt, die von Jägern und Fischern als vorübergehende Unterkünfte genutzt wurden. Mit Ausnahme der sechs bis acht Meter höher gelegenen Bereiche der Dünen vom Massenzatica, wo sich bereits zur Zeit der Etrusker und der Römer vereinzelte menschliche Ansiedlungen befunden hatten, war das Gebiet feucht und daher unwirtlich und für die dauerhafte Besiedlung damals ungeeignet. Die Wende brachten vom ferraresischen Herzogtum der Este im Jahr 1566 eingeleiteten umfangreichen Trockenlegungsmaßnahmen, die der Abt von Pomposa für das Gesamtgebiet des Po-Deltas angeregt hatte. Die Große Trockenlegungskampagne (Grande Bonifica Estensi) begann mit der Erbauung der Chiavica dell'Abate (Schleuse des Abtes) auf dem Areal des Schlosskomplexes. Die Schleuse, mit deren Hilfe der Wasserabfluss des Po Morto ins Meer hydraulisch gesteuert wurde, arbeitete nach einem auf Leonardo da Vinci zurückgehenden Schwenktüren-Prinzip und wurde von einem Turm aus kontrolliert, dem heute noch vorhandenen Torre del'Abate oder Torre Aba (Turm des Abtes). Der Turm diente auch militärischen Zwecken und war integraler Bestandteil einer etwa 9 Meilen langen und insgesamt 11 Beobachtungstürme aufweisenden Ringmauer, die das Areal der Este umgab und die noch einmal durch einen äußeren Wall geschützt war. Der Abt von Pomposa hatte die Este nicht nur gebeten, bei der Entwässerung des Po-Deltas behilflich zu sein, sondern auch darum, das Grenzgebiet am Rande von Venetien vor den Raubüberfällen der Venezianer zu schützen. Diese Ringmauer ist zwar auf alten Landkarten verzeichnet, besteht heute jedoch nicht mehr.
1583 ließ Alfonso II. d’Este innerhalb der Verteidigungsanlage für seine Frau, Margherita Gonzaga, ein Lustschloss erbauen, das dem Hof von Ferrara auch als Jagdschloss dienen sollte. Der Stern der Herzogsfamilie von Ferrara verblasste allmählich, nachdem aus der Ehe dieses letzten ferrarresischen Herzogs keine männlichen Erben hervorgegangen waren. Nach dem Tod Alfonsos II. war die Familie Este gezwungen, Ferrara zu verlassen. 1598 ging das Herzogtum so an den Kirchenstaat über. Das Schloss und der Wald von Mesola blieben jedoch Privatbesitz von Cesare d’Este, Herzog von Modena. 1771 wurden Schloss und Wald von Mesola Eigentum des Herzogtums von Österreich. 1785 erwarb Papst Pius VI. den Großgrundbesitz von dem römisch-deutschen Kaiser Joseph II. von Österreich. Damit war auch der letzte Rest des Herzogtums von Ferrara in den Besitz des Kirchenstaats gekommen.
Nach dem Zwischenspiel der französischen Okkupation Italiens (1797–1815) unter Napoleon I. und der Gründung des Vasallenstaates der Zisalpinischen Republik wurde Mesola im Jahre 1836 im Rahmen der Restauration der politischen Vorkriegsverhältnisse wieder an den Kirchenstaat zurückgegeben, der es dem Istituto di Santo Spirito in Rom überlässt. Es begann eine Phase relativ stabiler Verwaltung und allmählicher wirtschaftlicher Erholung.
1911 erwarb die Società per la Bonifica dei terreni ferraresi (Gesellschaft für die Trockenlegung des Territoriums von Ferrara) das Gebiet und leitete umfangreiche Trockenlegungsmaßnahmen ein. 1952 übernahm die Gesellschaft Ente Delta Padano das Gebiet von Mesola. Die trockengelegten Gebiete wurden nun parzelliert und als landwirtschaftliche Anbauflächen den Bauernhöfen zugeteilt. Mit dieser Maßnahme wurde ein wirtschaftlicher Aufschwung der Region eingeleitet.

## Infrastruktur
Mesola ist heute ein geschäftiges landwirtschaftliches Zentrum mit entsprechenden Handels- und Handwerksbetrieben. Neben Feldfrüchten werden im Umland auch Weintrauben geerntet, die zum Keltern von Weinen der Sorte Bosco Eliceo verwendet werden, Das Schloss der Este wurde von der Provinzialverwaltung Ferrara (Amministrazione Provinciale di Ferrara) käuflich erworben, renoviert und zu einem Kultur- und Veranstaltungszentrum ausgebaut, in dem Ausstellungen und Tagungen stattfinden und Kongresse veranstaltet werden können.

## Sehenswürdigkeiten
- Castello di Mesola; dieses Jagdschloss ließ Herzog Alfonso II. von Ferrara im 16. Jahrhundert für seine Frau Margherita Gonzaga errichten. Das Schloss wurde in der Neuzeit renoviert und zum Kultur- und Veranstaltungszentrum ausgebaut. Es beherbergt heute folgende Einrichtungen:
  - Städtische Bibliothek (Biblioteca Comunale)
  - Archiv für Geschichte (Archivio Storico)
  - Städtische Kunstgalerie (Galeria Civica); hier werden alljährlich Wanderausstellungen der Gegenwartskunst anberaumt.
  - Umweltzentrum des Po-Deltas (Centro di Educazione Ambientale); in dem gut ausgestatteten Umweltzentrum, das auch über ein eigenes Laboratorium und eine eigene Umwelt-Bibliothek verfügt, werden u. a. Aquarien gezeigt und Dokumentarfilme sowie  Dia-Shows über die Flora und Fauna sowie die landschaftlichen Besonderheiten des Po-Deltas vorgeführt.
  - Veranstaltungssäle

In der Kunstgalerie werden in jedem Jahr bedeutende Wanderausstellungen moderner Gegenwartskunst gezeigt.
Das Umweltzentrum des Po-Deltas dient der Aufklärung, insbesondere von Schülergruppen, über die Flora und Fauna des Po-Deltas. (Die Veranstaltungssäle können zur Abhaltung von Tagungen und zur Durchführung von Kongressen angemietet werden.)
- Kirche Arcipretale (erzpriesterliche Kirche); die das wichtigste Kirchengebäude von Mesola ist. Die einschiffige Kirche mit großzügigem Presbyterium und Chorraum wurde  auf Verlangen der Kaiserin Maria Theresia  erbaut und unter dem Pontifikat des Papstes Pius VI. 1785 fertiggestellt. Sie weist  zwar keine Wand- und Deckenmalereien auf, enthält jedoch einige Altartafeln und Ölgemälde aus dem 18. Jahrhundert sowie eine wertvolle Orgel aus derselben Zeit.

- Turm des Abtes (Torre de'Abate oder Torre Aba); dieser Turm aus dem 16. Jahrhundert im Ortsteil S. Giustina diente im 16. Jahrhundert sowohl als Kontrollturm für die hydraulisch betätigte Schwenktüren-Scheuse auf dem Areal des Schlosses der Herrscherfamilie Este als auch als militärischer Beobachtungsturm.

- Dünen von Massenzatica; diese 6…8 Meter hohen fossilen Hügel, die einzeln aus dem flachen Umland herausragen,  sind ein beliebter Anlaufpunkt für Naturliebhaber. Die Anhebungen sind ein Überbleibsel eines Dünenstreifens aus dem 2. Jahrtausend v. Chr., als die Meeresküste sich noch weiter westlich befand.

- Gran Bosco della Mesola (Großer Wald von Mesola); dieser  1058 Hektar große mediterrane Küstenwald  wurde im Jahre 1977 zum Naturreservat erklärt. Das Naturschutzgebiet  gehört zum Parco del Delta del Po.

- Bosco S. Giustina; dieser Wald wird von den Einheimischen  Fasanara (Fasanerie) genannt, da er ein Überbleibsel des Waldes ist, der der Familie Este  zur Fasanenjagd diente.